# 運搬千鳥 それ、どうやって運ぶんじゃ?
『運搬千鳥 それ、どうやって運ぶんじゃ?』(うんぱんちどり それ、そうやってはこぶんじゃ?)とは、東海テレビ（THK）の制作により、2020年から年に一回フジテレビ系列で放送されているバラエティ番組である。千鳥の冠番組。

## 概要
「どのようにして物が運ばれているのか」という疑問をテーマに、日本全国を取材し、スケールの大きな運搬の裏側を紹介する番組。

## 出演者

### MC
- 千鳥

## 放送日時
| 回数 | 放送日        | 放送時間（JST） | ゲスト                  | VTR出演者                                                                                          | 備考 |
| ---- | ------------- | --------------- | ----------------------- | -------------------------------------------------------------------------------------------------- | ---- |
| 1    | 2020年4月19日 | 16:05 - 17:20   | 森泉、若槻千夏          | 川村エミコ（たんぽぽ）、ダイアン、箕輪はるか（ハリセンボン）、パンサー                             |      |
| 2    | 2021年4月18日 | 16:05 - 17:20   | 夏菜、若槻千夏          | 川村エミコ（たんぽぽ）、尾形貴弘（パンサー）、田村亮（ロンドンブーツ1号2号）、トレンディエンジェル |      |
| 3    | 2022年4月17日 | 16:05 - 17:20   | 鷲見玲奈、若槻千夏      | 川村エミコ（たんぽぽ）、尾形貴弘（パンサー）、オダウエダ、とにかく明るい安村                       |      |
| 4    | 2023年4月16日 | 16:05 - 17:20   | 池田美優、若槻千夏      | 川村エミコ（たんぽぽ）、尾形貴弘（パンサー）、ロッシー（野性爆弾）、田村裕（麒麟）                 |      |
| 5    | 2024年6月23日 | 16:05 - 17:20   | 夏菜、渋谷凪咲          | 川村エミコ（たんぽぽ）、尾形貴弘（パンサー）、庄司智春（品川庄司）、内間政成（スリムクラブ）       |      |
| 6    | 2025年4月13日 | 16:05 - 17:20   | KEIKO（ME:I）、若槻千夏 | 川村エミコ（たんぽぽ）、尾形貴弘（パンサー）、鰻和弘（銀シャリ）、ナ酒渚                           |      |

## スタッフ
- 演出：岩本雅直